# Institut indien de technologie
Pour les articles homonymes, voir IIT.
Un Institut indien de technologie (anglais : Indian Institute of Technology, hindi : भारतीय प्रौद्योगिकी संस्थान) ou IIT est un établissement public d'enseignement supérieur spécialisé dans l'ingénierie et les technologies. Créés en 1951 par le gouvernement central indien, les IIT sont considérés comme les meilleurs établissements de formation d'ingénieurs en Inde. Les étudiants et des diplômés de B.Tech. (licence d'ingénieur) d'un tel établissement s'appellent IITiens (en anglais : IITians).
18 instituts existent aujourd'hui. Chacun constitue un établissement autonome sous la surveillance du IIT Council. Ils partagent le même examen d'admission, le Joint Entrance Examination (abrégé comme JEE), qui est connu pour son taux extrêmement bas de réussite : en 2012, 5 % des étudiants étaient sélectionnés parmi 0,479 million de candidats. Les IIT sont critiqués par les sociologues indiens pour les suicides des étudiants avant l'examen le concours de JEE et aussi après.
Dans le classement de l'année 2006 de THES (Times Higher Education Supplement), les instituts indien de technologie ont été classés troisièmes parmi toutes les écoles de technologie mondiales, juste après le MIT et Stanford.
En 2005, le Congrès des États-Unis a adopté la résolution numéro 227, pour honorer les diplômés des instituts indien de technologie pour leur contribution à l'économie américaine.
Le documentaire de 60 minutes Imported from India de CBS fait l'éloge des IIT : « rassemblez Harvard, le MIT et Princeton et vous commencez à vous faire une idée du statut des IIT en Inde ».

## Critiques

### Fuite des cerveaux
Parmi les critiques du système IIT par les médias, une notion commune est qu'il encourage la fuite des cerveaux. Jusqu'au début de la libéralisation dans les années 90, il y a eu une émigration à grande échelle d'IITiens vers les pays développés, notamment vers les États-Unis. Depuis 1953, près de 25 000 IITiens se sont installés aux États-Unis. Puisque les États-Unis ont profité d'une éducation subventionnée dans les IIT au prix de l'argent des contribuables indiens, les critiques affirment que subventionner l'éducation dans les IIT est inutile. 
L'ampleur des pertes intellectuelles a considérablement reculé au cours des années 1990 et 2000. Le pourcentage d'étudiants partant à l'étranger a chuté de 70 % à une époque à environ 30 % en 2005. Ceci est largement attribué à la libéralisation de l'économie indienne et à l'ouverture de marchés précédemment fermés. Les initiatives gouvernementales encouragent les étudiants de l'IIT à participer à des programmes d'entrepreneuriat et augmentent les investissements étrangers. De nombreux étudiants partent toujours à l'étranger poursuivre des études, telles que MS, MBA et PhD.

## Liste
| N° | Nom                | Photo | Abbr.     | Création              | Ville       | État/territoire    | Site web             |
| -- | ------------------ | ----- | --------- | --------------------- | ----------- | ------------------ | -------------------- |
| 1  | IIT Kharagpur      |       | IITKGP    | 1951                  | Kharagpur   | Bengale-Occidental | www.iitkgp.ac.in     |
| 2  | IIT Bombay         |       | IITB      | 1958                  | Mumbai      | Maharashtra        | www.iitb.ac.in       |
| 3  | IIT Kanpur         |       | IITK      | 1959                  | Kanpur      | Uttar Pradesh      | www.iitk.ac.in       |
| 4  | IIT Madras         |       | IITM      | 1959                  | Chennai     | Tamil Nadu         | www.iitm.ac.in       |
| 5  | IIT Delhi          |       | IITD      | 1963‡ (fondé en 1961) | New Delhi   | Delhi              | www.iitd.ac.in       |
| 6  | IIT Guwahati       |       | IITG      | 1994                  | Guwahati    | Assam              | www.iitg.ac.in       |
| 7  | IIT Roorkee        |       | IITR      | 2001‡ (fondé en 1847) | Roorkee     | Uttarakhand        | www.iitr.ac.in       |
| 8  | IIT Bhubaneswar    |       | IITBBS    | 2008                  | Bhubaneswar | Odisha             | www.iitbbs.ac.in     |
| 9  | IIT Gandhinagar    |       | IITGN     | 2008                  | Gandhinagar | Gujarat            | www.iitgn.ac.in      |
| 10 | IIT Hyderabad      |       | IITH      | 2008                  | Hyderabad   | Télangana          | www.iith.ac.in       |
| 11 | IIT Jodhpur        |       | IITJ      | 2008                  | Jodhpur     | Rajasthan          | www.iitj.ac.in       |
| 12 | IIT Patna          |       | IITP      | 2008                  | Patna       | Bihar              | www.iitp.ac.in       |
| 13 | IIT Ropar          |       | IITRPR    | 2008                  | Rupnagar    | Pendjab            | www.iitrpr.ac.in     |
| 14 | IIT Indore         |       | IITI      | 2009                  | Indore      | Madhya Pradesh     | www.iiti.ac.in       |
| 15 | IIT Mandi          |       | IIT Mandi | 2009                  | Mandi       | Himachal Pradesh   | www.iitmandi.ac.in   |
| 16 | IIT (BHU) Varanasi |       | IIT(BHU)  | 2012‡ (fondé en 1919) | Varanasi    | Uttar Pradesh      | www.iitbhu.ac.in     |
| 17 | IIT (ISM) Dhanbad  |       | IIT(BHU)  | 2015‡ (fondé en 1926) | Dhanbad     | Jharkhand          | www.ismdhanbad.ac.in |
| 18 | IIT Tirupati       |       | IIT-TP    | 2015                  | Tirupati    | Andhra Pradesh     | www.iittp.ac.in      |
| 19 | IIT Palakkad       |       | IIT-PKD   | 2015                  | Palakkad    | Kérala             | www.iitpkd.ac.in     |

‡ – année de conversion en IIT.